# داركوينغ داك
داركوينغ داك (بالإنجليزية: Darkwing Duck)‏، هي لعبة فيديو إلكترونية من نوع أكشن، وهي مرخصة من شركة والت ديزني الأمريكية، صدرت في السوق سنة 1993م، وتعمل لنظامي نينتندو إنترتينمنت سيستم وجيم بوي.